# Águas de Valadares
A Águas de Valadares é uma empresa brasileira que detém a concessão dos serviços públicos de abastecimento de água e saneamento básico no município de Governador Valadares, cidade no interior do estado de Minas Gerais. 

## História

### Antecedentes
A atual cidade de Governador Valadares foi emancipada no ano de 1938, pelo então governador mineiro Benedito Valadares. A cidade se desenvolveu de forma rápida devido ao comércio de mica, madeira e pedras preciosas, com a cidade chegando em 1945 com 10 mil habitantes, mas sem sistema público de água. Na época, muitas famílias ricas tinham seus próprios poços ou cacimbas, com a maioria da população tendo que comprar água vendida de porta em porta, vinda diretamente do rio Doce e imprópria para o consumo humano, o que gerou vários problemas de saúde na população da cidade..
Em 1952, com apoio do Serviço Especial de Saúde Pública (SESP), o então prefeito Raimundo Albergaria criou o Serviço Autônomo de Água e Esgoto (SAAE) de Governador Valadares, se tornando a primeira autarquia municipal de saneamento básico do Brasil . Na época, a água do rio Doce era captada por meio de bombas movidas a diesel. Depois, foi construída a primeira estação de tratamento de água (ETA) da cidade. Em 1955, o bombeamento foi eletrificado pela Companhia Energética de Minas Gerais (Cemig), o que possibilitou a ampliação do acesso ao serviço.
Na época, o SAAE era administrado pela Fundação Serviço Especial de Saúde Pública (FSESP). Com o crescimento da cidade, o SAAE também expandiu o acesso ao serviço e construindo redes de esgoto para substituir as fossas. No ano de 1972, o SAAE passou a usar flúor para evitar cáries dentárias. Em 1988, sob a gestão do prefeito Ronaldo Perim, a prefeitura de Governador Valadares assumiu o controle do SAAE.

### Concessão
No dia 30 de novembro de 2023, o leilão de concessão dos serviços de fornecimento de água e tratamento de esgoto da cidade de Governador Valadares foi realizado na B3, com a Aegea Saneamento vencendo o leilão, com uma proposta de 385 milhões de reais. O projeto de concessão incluía a exploração da infraestrutura e a prestação dos serviços de implantação, operação e gestão do sistema de adução, tratamento e distribuição de água e esgoto em toda a área urbana, sede, distritos e aglomerados por 30 anos. No dia 4 de dezembro, o Tribunal de Contas do Estado de Minas Gerais (TCE-MG) suspendeu a concessão,  porém no dia 13 do mesmo mês o tribunal reverteu sua decisão.
No dia 22 de março de 2024, no Dia Mundial da Água, a prefeitura de Governador Valadares e a Aegea assinaram o contrato de concessão, em um momento em que o problema de falta de água atingia partes do município, e com a meta de tornar o saneamento básico universal no munícipio, já que o município não possuía tratamento de esgoto. A Águas de Valadares, empresa da Aegea, assumiu a concessão no dia 1 de abril. A concessionária implementou um plano de ação nos primeiros 100 dias de operação, que envolveu a aquisição de novos equipamentos, como novas bombas.

## Sistema
A empresa opera 821,6 km de rede de água e 764,6 km de rede de esgoto. Possui um centro de controle operacional (CCO), 3 estações de tratamento de água (ETAs) e  3 reservatórios de água.
A empresa também reativou o monitoramento em tempo real do nível das águas do rio Doce, que começou a ser feito após as enchentes de 1997. A empresa também passou a utilizar equipamentos para a continuidade operacional em caso de cheias do rio.